# 오! 나의 여신님
《오! 나의 여신님》(ああっ女神さまっ)은 후지시마 코스케의 만화와 그것을 원작으로 하는 일본 애니메이션 작품이다. 고단샤의 월간 만화잡지 월간 애프터눈에서 1988년 11월부터 2014년 4월 24일까지 연재를 진행했으며, 2014년 7월 23일 48권으로 완결되었다. 한국에서는 대원씨아이의 격주 만화잡지 영챔프에 의해 2009년까지 연재되었으며, 현재는 단행본으로만 번역하여 출간하고 있다. 2015년 12월 31일 48권(완결) 한국어판으로 정식 발매되었다.

## 줄거리
모리사토 케이이치는 평범한 대학생으로 자동차에 관심이 많다. 키도 작고 어리게 보이는 얼굴로 그다지 여자들에게 인기가 없는 사람이다. 학교내 인기가 많은 여학생인 미시마 사요에게 고백해 보지만 단번에 차이고 만다. 천성적인 우유부단한 성격으로 선배들에게도 늘 당하고 산다. 그러던 어느날 전화를 걸다가 우연히 구원여신사무소로 전화가 연결된다. 난데없이 베르단디라는 여신이 기숙사로 들어오게 되고 케이이치에게 소원을 묻는다. 케이이치는 베르단디에게 "당신 같은 여신이 나와 영원히 함께 있으면 좋겠어!"라고 소원을 빈다. 반 농담처럼 말한 이 소원은 신에 의해서 이루어지게 되었고 베르단디는 그 뒤로 케이이치와 함께 지내게 되는데….

## 개요
주인공 모리사토 케이이치에게 어느날 갑자기 여신 베르단디가 찾아와 함께 생활하면서 겪게 되는 에피소드를 다룬 작품. 작가 후지시마 코스케는 본 작품을 1988년부터 20년이 넘는 장기 연재를 하면서 월간 애프터눈의 간판 작품으로 만들어졌으며 실질적으로 애프터눈이라는 잡지 자체를 유지할 수 있게 해 주는 작품이라 할 만한 대작이다.
연재 초기에는 그 이전부터 연재하던 만화 '체포하겠어'처럼 캐릭터 작화에 다소 미숙한 면을 보여주었지만, 연재를 지속하면서 그림체도 발전하여, 단행본 8권이 넘어가는 시점에서부터는 많은 이들이 이 작품의 그림체를 모방하기도 하였다. 2001년 연재 즈음부터는 완성된 그림체가 되어, 지금까지 이어져 오고 있다. 6~7권 시기부터 15권 까지의 작화를 선호하는 팬들이 많다. 이는 ' 오! 나의 여신님'의 93년도 OVA작의 그림체와 가장 유사하여 대표적인 그림체로 여겨진다. 최근 작화들에서는 눈의 형태나 (특히나 히로인인 베르단디의) 캐릭터 그림체가 상당히 이질적으로 변하여, 올드팬들이 거부감을 나타내기도 한다.
일상 위주의 에피소드와 특정 사건 중심의 에피소드(주로 천계와 마계 관련)가 주기적으로 반복되는 옴니버스식 구조를 취하고 있으며, 이와 같은 구조는 이후 다른 만화에도 영향을 주었다. 또한 초월적인 존재와의 동거 · 연애라는 소재는 이후 연재된 다른 많은 작품에 영향을 미쳤다.
초기 작들과는 달리 이후 연재 내용들은 바이크 소개와 라이딩 내용, 천계와 마계의 관계를 기본으로 단발성 이슈나 새로운 캐릭터에 따른 사건사고들로 구성되어있다. 그렇다보니 초기의 순수하고 순진하게 케이만을 바라보는 베르단디의 모습과 조금 모자라고 우유부단하지만 지고지순한 사랑을 보여주는 케이와의 연애라는 기본 컨셉이 퇴색되어간 면이 없지 않다. 또한 너무 많은 캐릭터들로 인하여 산만하고 반복되는 플롯에 조금 지루해진 면이 없지 않다.
공전절후한 인기를 끌며 수많은 베르단디 폐인을 양성하기도 한 '오 나의 여신님'은 비일상계 하렘 만화의 시초라 할 수 있으며 이 후 많은 작품들이 이런 기본 컨셉을 모방하여 수많은 아류작을 양산하기도 한 작품이다. 2009년에는 제33회 고단샤만화상 일반부문을 수상했다.
초기와는 너무 달라진 그림체, 대체 언제쯤 케이이치와 베르단디의 관계가 명확하게 결론나고 답답하지 않게 좀 더 나아간 진도를 보여줄 지 등에 대해 불만을 제기하는 팬들이 많이 있던 반면, 한편에서는 계속 연재를 바라는 열성 독자층이 존재했다. 2014년 7월 23일 단행본 48권으로 완결되었다.

## 관련 작품
- 1993년에서 1994년까지 5편의 OVA로 제작되었다.
- 1998년에서 1999년까지 코믹스판《오! 나의 여신님》의 보너스 4컷만화였던 SD캐릭터를 이용한 외전인 《오! 나의 여신님 작다는 건 편리해》가 위성방송인 WOWOW에서 방영하였다.
- 2000년 10월 21일 극장판《오! 나의 여신님》개봉.
- 2005년엔 코믹스판《오! 나의 여신님》의 스토리를 그대로 만든, 첫 번째 TV시리즈《오! 나의 여신님》이 TBS에서 방영하였다.
- 2006년에 두 번째 TV시리즈《오! 나의 여신님 각자의 날개》가 TBS에서 방영하였다.
- 2007년 12월에 2편으로 이루어진 특별편《오! 나의 여신님 싸우는 날개》가 TBS에서 방영하였다.
- 2011년 2월과 11월에《오! 나의 여신님》OAD 한정판 1, 2편이 고단샤를 통해 각각 발매되었다.

## 같이 보기
- TBS 계열 애니메이션